# Square Henri-Christiné
Square Henri-Christiné je square v Paříži v 10. obvodu.

## Poloha
Rozkládá se na ploše 2165 m2 na okraji 10. obvodu v západní části náměstí Place de la République naproti Square André-Tollet, které už leží v 11. obvodu.

## Historie
Square bylo založeno v roce 1880 a bylo pojmenováno po švýcarsko-francouzském hudebním skladateli Henrim Christiné (1867–1941).